# Володимирівка (Болградський район)
Володи́мирівка — село Буджацької селищної громади, у Болградському районі Одеської області України. Населення становить 252 осіб.

## Історія
У березні 1920 року румунська влада, що отримала контроль над Бессарабією за результатами Першої світової війни, провела аграрну реформу, наділивши безземельних жителів регіону сільськогосподарськими угіддями по 6 гектарів на родину. Це спричинило хвилю міграції із болгарського села Твардиці (нині місто в Тараклійському районі Молдови), в основному одружених синів із багатодітних родин, в долину ріки Арса, де у 1921 році було засноване село Нова Твардіца. Село входило до комуни Вознешени Бендерського повітуРумунії.
У 1940 році Бессарабію було приєднано до СРСР, після чого увійшло до складу Євгенівської сільської ради Бородінського району Ізмаїльської області, а пізніше перейменоване на Володимирівку у складі Тарутинського району Одеської області. 
12 червня 2020 року, відповідно до Розпорядження Кабінету Міністрів України від № 724-р «Про визначення адміністративних центрів та затвердження територій територіальних громад Одеської області», увійшло до складу Бородінської селищної територіальної громади.
19 липня 2020 року, в результаті адміністративно-територіальної реформи і ліквідації Тарутинського району, село увійшло до складу новоутвореного Болградського району.

## Населення
Згідно з переписом УРСР 1989 року чисельність наявного населення села становила 300 осіб, з яких 143 чоловіки та 157 жінок.
За переписом населення України 2001 року в селі мешкало 248 осіб.

### Мова
Розподіл населення за рідною мовою за даними перепису 2001 року:
| Мова       | Відсоток |
| ---------- | -------- |
| болгарська | 88,49 %  |
| російська  | 6,75 %   |
| гагаузька  | 1,59 %   |
| молдовська | 1,59 %   |
| українська | 1,19 %   |
| інші       | 0,39 %   |